# مقاطعة نابو
نابو هي مقاطعة في الإكوادور العاصمة هي تينا، وتحتوي على نهر نابو. المقاطعة ليست متطورة ودون الكثير من التحضر الصناعي. الغابات المطيرة الكثيفة هي موطن لكثير من المواطنين التي لا تزال معزولة بسبب تفضيل، أحفاد أولئك الذين فروا من الغزو الإسباني في جبال الأنديز، والأنكا قبل سنوات. في عام 2000، كانت المحافظة على ما تبقى المقاطعة ذات الأغلبية الأصلية الوحيدة من الإكوادور، مع 56.3٪ من محافظة إما بدعوى الهوية الأصلية أو التحدث بلغة السكان الأصليين.
هذه المقاطعة هي واحدة من العديد من القسم الاكوادوري الذي يقع في غابات الأمازون.

## كانتونات
وتنقسم المقاطعة إلى 5 كانتونات :